# Астерикс (персонаж)
Астерикс (на френски: Astérix) е комиксов герой, който живее в едно измислено галско селце. Там си има приятели, като Обеликс, друидът Панорамикс (Гетафикс) и кученцето Идефикс (Догматикс). Първата му поява е на корицата на френското списание „Пилот“ през 1959 г. Измислен е от художника Албер Юдерзо (1927) и писателя Рьоне Госини (1926 – 1977), дължи името си на думата astérisque, означаваща „звездичка за бележка под линия“ и на пародията с името на галския вожд Верцингеторикс. То произлиза и от гръцката дума „астер“ (на гръцки: звезда). Времето, в което Астерикс живее, е I век пр. н.е., когато Цезар завладява Галия.
Астерикс има руса коса, дълги мустаци и шлем с крила. Той става герой в много анимационни и игрални филми.
На български са издадени от „Егмонт България“ 10 комиксови албума за Астерикс , преведени от Венелин Пройков, като понастоящем „Студио Арт Лайн“ започна да ги преиздава в оригиналния им ред с намерение да представи всички албуми. Общо на френски език те са над 30.

## Комикси
Астерикс и готите е четвъртият комикс за Астерикс според българския ред на издаването. В него се разказва как готи разбойници отвличат друида Панорамикс. Когато галът и другаря му Обеликс разбират за това, те се ядосват и отиват в Германия, за да го намерят.
В друг комикс той се среща с извънземно и има части на научна-фантастика. Там дори авторите правят пародия на един от най-известните персонажи на компанията DC Комикс – Супермен.
Това са само част от тези сатирични комикси.